# Bracon alguei
Bracon alguei är en stekelart som beskrevs av William Harris Ashmead 1905. Bracon alguei ingår i släktet Bracon och familjen bracksteklar. Inga underarter finns listade.